# Seznam českých časopisů
Tento neúplný seznam obsahuje tištěné časopisy vydávané v Česku. Časopisy, které zanikly nebo už nevycházejí v tištěné podobě, jsou uvedené v seznamu českých zaniklých periodik.
Pokud chcete do seznamu přidat časopis bez samostatného článku na Wikipedii, měl by mít prokazatelnou encyklopedickou významnost (časopis je např. archivován některou knihovnou), ideálně by na něj měl také odkazovat jiný článek na Wikipedii.
| název                                                   | vydavatel                                                                                  | rok založení | periodicita   | webové stránky                              | poznámky                                                                           |
| ------------------------------------------------------- | ------------------------------------------------------------------------------------------ | ------------ | ------------- | ------------------------------------------- | ---------------------------------------------------------------------------------- |
| 100+1 zahraniční zajímavost                             | Extra Publishing, s. r. o.                                                                 | 1964         | čtrnáctideník |                                             | nevycházel od léta 2010 do listopadu 2011                                          |
| 21. století                                             | RF Hobby, s. r. o.                                                                         | 2003         | měsíčník      |                                             |                                                                                    |
| A2                                                      | A2, o.p.s.                                                                                 | 2005         | dvouměsíčník  |                                             | do roku 2008 vycházel jako týdeník                                                 |
| Aargh!                                                  | Analphabet Books                                                                           | 2000         | nepravidelně  |                                             |                                                                                    |
| ABC                                                     | Czech News Center                                                                          | 1957         | čtrnáctideník |                                             |                                                                                    |
| Acta Entomologica Musei Nationalis Pragae               | Národní muzeum                                                                             | 1967         | pololetník    |                                             |                                                                                    |
| Acta onomastica                                         | Ústav pro jazyk český AV ČR                                                                | 1995         | pololetník    |                                             |                                                                                    |
| Acta Universitatis Carolinae. Theologica                | Katolická teologická fakulta Univerzity Karlovy                                            | 2011         | pololetník    |                                             |                                                                                    |
| Acta Veterinaria Brno                                   | Veterinární a farmaceutická univerzita Brno                                                | 1969         | čtvrtletník   |                                             |                                                                                    |
| Ad notam                                                | Notářská komora České republiky                                                            | 1994         | dvouměsíčník  |                                             |                                                                                    |
| AeroHobby                                               | Aeromedia, a.s.                                                                            | 2003         | dvouměsíčník  |                                             |                                                                                    |
| Aktuality-Setkání                                       | Diecéze českobudějovická                                                                   | 1990         | měsíčník      |                                             |                                                                                    |
| Analogon                                                | Sdružení Analogonu                                                                         | 1990         | třikrát ročně |                                             |                                                                                    |
| Applications of Mathematics                             | Matematický ústav AV ČR                                                                    | 1956         | dvouměsíčník  |                                             |                                                                                    |
| Archeologické rozhledy                                  | Archeologický ústav AV ČR, Praha                                                           | 1949         | čtvrtletník   |                                             |                                                                                    |
| Archiv orientální                                       | Orientální ústav AV ČR                                                                     | 1929         | třikrát ročně |                                             |                                                                                    |
| Archivní časopis                                        | Archivní správa MV ČR                                                                      | 1951         | čtvrtletník   |                                             |                                                                                    |
| Astropis                                                | Společnost Astropis                                                                        | 1995         | čtvrtletník   |                                             |                                                                                    |
| ATM                                                     | Aeromedia, a.s.                                                                            | 2001         | měsíčník      |                                             |                                                                                    |
| Auspicia                                                | Vysoká škola evropských a regionálních studií                                              | 2004         | čtvrtletník   |                                             |                                                                                    |
| Automa                                                  | Automa-časopis pro automatizační techniku, s.r.o.                                          | 1994         | měsíčník      |                                             |                                                                                    |
| Babylon                                                 | Studentský spolek BABYLON                                                                  | 1993         | čtvrtletník   |                                             |                                                                                    |
| Bezděz                                                  | Okresní archiv, Vlastivědné muzeum a galerie v České Lípě a Vlastivědný spolek Českolipska | 1930         | jednou ročně  |                                             | nevycházel mezi lety 1938–1945, 1948–1989                                          |
| Biomedical Papers                                       | Univerzita Palackého v Olomouci                                                            | 2001         | čtvrtletník   |                                             |                                                                                    |
| Blesk HOBBY                                             | Czech News Center                                                                          | 2005         | měsíčník      |                                             |                                                                                    |
| Blesk magazín                                           | Czech News Center                                                                          | 1992         | týdeník       |                                             | příloha deníku Blesk                                                               |
| Blesk pro ženy                                          | Czech News Center                                                                          | 2003         | týdeník       |                                             |                                                                                    |
| Blesk zdraví                                            | Czech News Center                                                                          | 2007         | měsíčník      |                                             |                                                                                    |
| Bobří stopa                                             | Sdružení přátel Jaroslava Foglara                                                          | 1993         | čtvrtletník   |                                             |                                                                                    |
| Brána                                                   | Církev bratrská                                                                            | 1925         | měsíčník      |                                             | Českobratrská rodina (1925–1951), Bratrská rodina (1969–2001), CB 2000 (2001–2005) |
| Bulletin of Geoscience                                  | Český geologický ústav                                                                     | 1925         | čtvrtletník   |                                             | český název Věstník Českého geologického ústavu                                    |
| Cinepur                                                 | Sdružení přátel Cinepuru                                                                   | 1991         | dvouměsíčník  |                                             | dřívější název Cinemapur (do roku 1997)                                            |
| Cornova                                                 | Ústav pro českou literaturu Akademie věd ČR                                                | 2011         | pololetník    |                                             |                                                                                    |
| Cosmopolitan                                            | MAFRA                                                                                      | 1997         | měsíčník      |                                             |                                                                                    |
| Čas                                                     | Masarykovo demokratické hnutí                                                              | 1886         | čtvrtletník   |                                             | obnoven v roce 1993                                                                |
| Časopis FOTO                                            | Spolek přátel časopisu FOTO z.s.                                                           | 2002         | dvouměsíčník  |                                             |                                                                                    |
| Časopis Matice moravské                                 | Matice moravská                                                                            | 1969         | pololetník    |                                             |                                                                                    |
| Časopis Národního muzea. Řada historická                | Národní muzeum                                                                             | 1827         | čtvrtletník   |                                             |                                                                                    |
| Časopis Společnosti přátel starožitností                | Společnosti přátel starožitností                                                           | 1893         | čtvrtletník   |                                             |                                                                                    |
| ČD pro Vás                                              | České dráhy                                                                                | 1994         | měsíčník      |                                             |                                                                                    |
| Česká a slovenská neurologie a neurochirurgie           | Ambit Media, a.s.                                                                          | 1938         | dvouměsíčník  |                                             |                                                                                    |
| Československý časopis pro fyziku                       | Fyzikální ústav AV ČR                                                                      | 1951         | dvouměsíčník  |                                             | vznikl roku 1951 rozdělením Časopisu pro pěstování mathematiky a fysiky            |
| Československý šach                                     | Přibylová Růžena                                                                           | 1906         | měsíčník      |                                             |                                                                                    |
| Český bratr                                             | Českobratrská církev evangelická                                                           | 1924         | měsíčník      |                                             |                                                                                    |
| Český časopis historický                                | Historický ústav AV ČR                                                                     | 1895         | čtvrtletník   |                                             |                                                                                    |
| Český lid                                               | Etnologický ústav AV ČR                                                                    | 1891         | čtvrtletník   |                                             |                                                                                    |
| Český zápas                                             | Ústřední rada Církve československé husitské                                               | 1920         | týdeník       |                                             |                                                                                    |
| Čigoligo                                                | Pražská Dvojka                                                                             | 1929         |               |                                             |                                                                                    |
| Čtenář                                                  | Středočeská vědecká knihovna v Kladně                                                      | 1948         | měsíčník      |                                             |                                                                                    |
| Čtyřlístek                                              | Čtyřlístek s.r.o.                                                                          | 1969         | nepravidelně  |                                             |                                                                                    |
| Dějiny a současnost                                     | Nadace pro podporu časopisu Dějiny a současnost                                            | 1959         | měsíčník      |                                             | 1959–1969, obnoven 1990                                                            |
| Dějiny - teorie - kritika                               | Univerzita Karlova                                                                         | 2004         | pololetník    |                                             |                                                                                    |
| Dingir                                                  | DINGIR s.r.o.                                                                              | 1998         | čtvrtletník   |                                             |                                                                                    |
| Divadelní revue                                         | Institut umění - Divadelní ústav                                                           | 1990         | pololetník    |                                             |                                                                                    |
| DP kontakt                                              | Dopravní podnik hl. m. Prahy                                                               | 1999         | měsíčník      |                                             |                                                                                    |
| dTest                                                   | Občanské sdružení spotřebitelů TEST                                                        | 1992         | měsíčník      |                                             |                                                                                    |
| Dvacáté století                                         | Vydavatelství FFUK                                                                         | 2004         | půlročník     |                                             | liché číslo vychází vždy v českém jazyce, sudé číslo vždy v anglickém jazyce       |
| Ekonom                                                  | Economia                                                                                   | 1957         | týdeník       |                                             |                                                                                    |
| Ekonomika Management Inovace (EMI)                      | Moravská vysoká škola Olomouc                                                              | 2009         | třikrát ročně |                                             |                                                                                    |
| Elektro                                                 | FCC Public s.r.o.                                                                          | 1991         | měsíčník      |                                             |                                                                                    |
| Elle                                                    | Burda Praha                                                                                | 1994         | měsíčník      |                                             |                                                                                    |
| Enigma                                                  | RF Hobby, s. r. o.                                                                         | 2007         | měsíčník      |                                             |                                                                                    |
| Epocha                                                  | RF Hobby, s. r. o.                                                                         | 2005         | čtrnáctideník |                                             |                                                                                    |
| Esquire                                                 | MAFRA                                                                                      | 1996         | měsíčník      |                                             |                                                                                    |
| Euro                                                    | Mladá fronta                                                                               | 1998         | týdeník       |                                             |                                                                                    |
| Extra historie: kauzy                                   | Extra Publishing, s. r. o.                                                                 | 2011         | čtvrtletník   |                                             |                                                                                    |
| Extra PC                                                | Extra Publishing, s. r. o.                                                                 | 2006         | měsíčník      |                                             |                                                                                    |
| Filosofický časopis                                     | Filozofický ústav AV ČR                                                                    | 1953         | dvouměsíčník  |                                             |                                                                                    |
| Finmag                                                  | Partners media                                                                             | 2008         | dvouměsíčník  |                                             | mezi lety 2010 a 2015 nevycházel tištěně                                           |
| Fórum sociální práce                                    | Vydavatelství FFUK                                                                         | 2010         | půlročník     |                                             |                                                                                    |
| Fotograf                                                | Fotograf 07 o.s.                                                                           | 2002         | třikrát ročně |                                             |                                                                                    |
| Gender a výzkum / Gender and Research                   | Sociologický ústav AV ČR                                                                   | 2000         | půlročník     |                                             |                                                                                    |
| Getsemany                                               | SÍŤ, spol. s.r.o., ekumenické nakl. a vydav.                                               | 1992         | měsíčník      |                                             |                                                                                    |
| H aluze                                                 | H_aluze, o. s.                                                                             | 2007         | nepravidelně  |                                             |                                                                                    |
| Harper´s Bazaar                                         | MAFRA                                                                                      | 1996         | měsíčník      |                                             |                                                                                    |
| Heroine                                                 | Partners media                                                                             | 2019         | dvouměsíčník  |                                             |                                                                                    |
| Historické války                                        | Extra Publishing, s. r. o.                                                                 | 2014         | dvouměsíčník  |                                             |                                                                                    |
| Historie - Otázky - Problémy                            | Vydavatelství FFUK                                                                         | 2009         | půlročník     |                                             |                                                                                    |
| History revue                                           | RF Hobby, s. r. o.                                                                         | 2008         | měsíčník      |                                             |                                                                                    |
| Hlas pravoslaví                                         | Pravoslavná církev v českých zemích                                                        | 1945         | měsíčník      |                                             |                                                                                    |
| Hláska                                                  | Klub Augusta Sedláčka                                                                      | 1990         | čtvrtletník   |                                             |                                                                                    |
| Host                                                    | Spolek přátel vydávání časopisu HOST                                                       | 1921         | měsíčník      |                                             |                                                                                    |
| Hrot                                                    |                                                                                            | 2020         | týdeník       |                                             |                                                                                    |
| Husita                                                  | Pražská diecéze Církve československé husitské                                             | 1996         | dvouměsíčník  |                                             |                                                                                    |
| Chemické listy                                          | Česká společnost chemická                                                                  | 1876         | měsíčník      |                                             |                                                                                    |
| Chip                                                    | Burda Praha                                                                                | 1991         | měsíčník      |                                             |                                                                                    |
| Chvilka pro tebe                                        | MAFRA                                                                                      | 1996         | týdeník       |                                             |                                                                                    |
| Immaculata                                              | Konvent minoritů v Brně                                                                    | 1992         | dvouměsíčník  |                                             |                                                                                    |
| In!                                                     | In s.r.o.                                                                                  | 2005         |               |                                             |                                                                                    |
| Instinkt                                                | Empresa Media                                                                              | 2002         | týdeník       |                                             |                                                                                    |
| Journal of The National Museum. Natural History Series  | Národní muzeum                                                                             | 1827         | čtvrtletník   |                                             | přírodovědná řada se osamostatnila v roce 1914                                     |
| Judaica Bohemiae                                        | Židovské muzeum v Praze                                                                    | 1965         | půlročník     |                                             |                                                                                    |
| Junior                                                  | RF Hobby, s. r. o.                                                                         | 2007         | měsíčník      |                                             |                                                                                    |
| Kamarádi                                                | Spolek Zaedno                                                                              | 2012         | nepravidelně  |                                             |                                                                                    |
| Katka                                                   | Burda Praha                                                                                | 1995         | týdeník       |                                             |                                                                                    |
| Katolický týdeník                                       | Katolický týdeník, s. r. o.                                                                | 1990         | týdeník       |                                             |                                                                                    |
| Komenský                                                | Masarykova univerzita                                                                      | 1873         | čtvrtletník   |                                             |                                                                                    |
| Kontexty                                                | Centrum pro studium demokracie a kultury                                                   | 2009         | dvouměsíčník  |                                             |                                                                                    |
| Kreativ – Praktická žena                                | Vltava Labe Media                                                                          | 1949         | dvouměsíčník  |                                             | dříve Praktická žena                                                               |
| Krkonoše – Jizerské hory                                | Správa Krkonošského národního parku                                                        | 1968         | měsíčník      |                                             | do března 2002 jako Krkonoše                                                       |
| KROK – Kulturní revue Olomouckého kraje                 | Vědecká knihovna v Olomouci                                                                | 2004         | čtvrtletník   |                                             |                                                                                    |
| Kulturní studia                                         | z.s. Kulturní studia                                                                       | 2013         | půlročník     |                                             |                                                                                    |
| Květy                                                   | Vltava Labe Media                                                                          | 1951         | týdeník       |                                             |                                                                                    |
| Legalizace                                              | Legal Publishing                                                                           | 2010         | dvouměsíčník  |                                             |                                                                                    |
| Lesnická práce                                          | Lesnická práce, s.r.o.                                                                     | 1922         | měsíčník      |                                             |                                                                                    |
| Letectví a kosmonautika                                 | Aeromedia, a.s.                                                                            | 1921         | měsíčník      |                                             |                                                                                    |
| Level                                                   | Naked Dog, s.r.o.                                                                          | 1994         | měsíčník      |                                             |                                                                                    |
| Lidé a Země                                             | CN Invest a.s.                                                                             | 1952         | měsíčník      |                                             |                                                                                    |
| Listy                                                   | Burian a Tichák, s.r.o.                                                                    | 1971         | dvouměsíčník  |                                             |                                                                                    |
| Listy Ašska                                             | Ašské služby, s.r.o.                                                                       | 2000         | čtrnáctideník |                                             |                                                                                    |
| Listy svatohostýnské                                    | Matice svatohostýnská                                                                      | 1997         |               |                                             |                                                                                    |
| Lógr magazín                                            |                                                                                            | 2010         | čtvrtletník   |                                             |                                                                                    |
| Loutkář                                                 | Sdružení pro vydávání časopisu LOUTKÁŘ                                                     | 1912         | dvouměsíčník  |                                             |                                                                                    |
| Magazín Práva                                           | Borgis                                                                                     | 1993         | týdeník       |                                             | sobotní příloha deníku Právo                                                       |
| Marketing & Media                                       | Economia                                                                                   | 2000         | týdeník       |                                             |                                                                                    |
| Maskil                                                  | Bejt Simcha                                                                                | 2001         | měsíčník      |                                             |                                                                                    |
| Mateřídouška                                            | CN Invest a.s.                                                                             | 1945         | měsíčník      |                                             |                                                                                    |
| Mediaevalia Historica Bohemica                          | Historický ústav Akademie věd ČR                                                           | 1990         | pololetník    |                                             | vyčleněn ze staršího periodika Folia Historica Bohemica                            |
| Milujte se!                                             | Milujte se!, z.s.                                                                          | 2007         | čtvrtletník   |                                             |                                                                                    |
| Mladá pravda                                            | Krajča Milan                                                                               | 1995         | měsíčník      |                                             |                                                                                    |
| Mladý svět                                              | A 11 s.r.o.                                                                                | 1959         | měsíčník      |                                             | nevycházel mezi lety 2005-2021                                                     |
| Mozaika, toulky časem a krajinou Kájovska               | Obec Kájov                                                                                 | 2019         | 3x ročně      |                                             |                                                                                    |
| Muni                                                    | Masarykova univerzita                                                                      | 2005         | měsíčník      |                                             |                                                                                    |
| Museologica Brunensia                                   | Filozofická fakulta Masarykovy univerzity                                                  | 2012         | půlročník     |                                             |                                                                                    |
| NaCestu                                                 | Vlastivědný ústav, z.ú.                                                                    | 2017         | měsíčník      |                                             | První číslo 1/2017 vyšlo 21.12.2016                                                |
| Naše příroda                                            | Naše příroda o.s.                                                                          | 2007         | dvouměsíčník  |                                             |                                                                                    |
| Naše řeč                                                | Ústav pro jazyk český AV ČR                                                                | 1916         | třikrát ročně |                                             |                                                                                    |
| National Geographic                                     | Vltava Labe Media                                                                          | 2002         | měsíčník      |                                             |                                                                                    |
| Notitiae                                                | Kongregace pro bohoslužbu a svátosti                                                       | 1965         | měsíčník      |                                             |                                                                                    |
| Nová čeština doma a ve světě                            | Vydavatelství FFUK                                                                         | 1993         | půlročník     |                                             |                                                                                    |
| Nový Orient                                             | Orientální ústav AV ČR                                                                     | 1945         | čtvrtletník   |                                             |                                                                                    |
| Nový Prostor                                            | Nový Prostor, občanské sdružení                                                            | 1999         | čtrnáctideník |                                             | dřívější název Patron (do roku 2001)                                               |
| Obecní noviny                                           | Židovská obec v Praze                                                                      | 2004         |               |                                             |                                                                                    |
| Od Ještěda k Troskám                                    | Paměť Českého ráje a Podještědí                                                            | 1922         | čtvrtletník   |                                             | nevycházel po roce 1938, v roce 1994 obnovený                                      |
| Ochrana přírody                                         | Agentura ochrany přírody a krajiny ČR                                                      | 1946         | dvouměsíčník  |                                             |                                                                                    |
| Okruh a střed                                           | Obec křesťanů                                                                              | 1998         | čtvrtletník   |                                             |                                                                                    |
| Opus musicum                                            | OPUS MUSICUM, o.p.s.                                                                       | 1969         | dvouměsíčník  |                                             |                                                                                    |
| Orer                                                    | Informační Centrum Kavkaz – Východní Evropa                                                | 1999         | dvouměsíčník  |                                             |                                                                                    |
| Oriens Aliter                                           | Filozofická fakulta Univerzity Karlovy                                                     | 2014         | půlročník     |                                             |                                                                                    |
| Památky archeologické                                   | Archeologický ústav AV ČR, Praha                                                           | 1854         | jednou ročně  |                                             |                                                                                    |
| Památky středních Čech                                  | Národní památkový ústav                                                                    | 1985         | půlročník     |                                             |                                                                                    |
| Paměť a dějiny                                          | Ústav pro studium totalitních režimů                                                       | 2007         | čtvrtletník   |                                             |                                                                                    |
| Pandora                                                 | Nad Labem o.s.                                                                             | 1998         | půlročník     |                                             |                                                                                    |
| Parrésia                                                | Pavel Mervart                                                                              | 2007         | jednou ročně  |                                             |                                                                                    |
| Pařát                                                   | Říha Petr                                                                                  | 2000         | dvouměsíčník  |                                             |                                                                                    |
| Pevnost                                                 | Kristina Nowakowska                                                                        | 2002         | měsíčník      |                                             |                                                                                    |
| Plav                                                    | Občanské sdružení Splav!                                                                   | 2005         | měsíčník      |                                             |                                                                                    |
| Playboy                                                 | Playpress                                                                                  | 1990         | měsíčník      |                                             |                                                                                    |
| Počítač pro každého                                     | Burda Praha                                                                                | 1998         | čtrnáctideník |                                             |                                                                                    |
| Pojistný obzor                                          | Česká asociace pojišťoven                                                                  | 1922         | čtvrtletník   |                                             |                                                                                    |
| Porohy                                                  | Ukrajinská iniciativa v České republice                                                    | 1994         | měsíčník      |                                             |                                                                                    |
| Porta Balkanica                                         | Porta Balkanica, o.s.                                                                      | 2009         | půlročník     |                                             |                                                                                    |
| Prague Economic and Social History Papers               | Vydavatelství FFUK                                                                         | 1994         | půlročník     |                                             | do roku 2008 jako sborník                                                          |
| Prague Papers on the History of International Relations | Vydavatelství FFUK                                                                         | 1997         | půlročník     |                                             |                                                                                    |
| Praktická elektronika - Amatérské rádio                 | Amaro s.r.o.                                                                               | 1952         | měsíčník      |                                             |                                                                                    |
| Právník – teoretický časopis pro otázky státu a práva   | Ústav státu a práva AV ČR                                                                  | 1861         | měsíčník      |                                             |                                                                                    |
| Právo a bezpečnost                                      | AMBIS vysoká škola, a. s.                                                                  | 2017         | nepravidelně  |                                             |                                                                                    |
| Pražské egyptologické studie                            | Vydavatelství FFUK                                                                         | 2002         | půlročník     |                                             |                                                                                    |
| Probuďte se!                                            |                                                                                            |              |               |                                             |                                                                                    |
| Průzkumy památek                                        | Národní památkový ústav                                                                    | 1994         | půlročník     |                                             |                                                                                    |
| Příroda                                                 | Extra Publishing, s. r. o.                                                                 | 2008         | nepravidelně  |                                             |                                                                                    |
| Přítel – Przyjaciel                                     | SCEAV                                                                                      | 1948         | měsíčník      |                                             |                                                                                    |
| Psychologie dnes                                        | Portál                                                                                     | 1995         | měsíčník      |                                             |                                                                                    |
| Radnice                                                 | Statutární město Hradec Králové                                                            | 2002         | týdeník       |                                             |                                                                                    |
| Reflex                                                  | Czech News Center                                                                          | 1990         | týdeník       |                                             |                                                                                    |
| Reflexe. Časopis pro filosofii a teologii               | ΟΙΚΟΥΜΕΝΗ                                                                                  | 1985         | půlročník     |                                             |                                                                                    |
| Regenerace                                              |                                                                                            | 1992         | měsíčník      |                                             |                                                                                    |
| Religio: Revue pro religionistiku                       | Česká společnost pro religionistiku                                                        | 1993         | půlročník     |                                             |                                                                                    |
| Reportér                                                | Reportér magazín, s.r.o.                                                                   | 2014         | měsíčník      |                                             |                                                                                    |
| Respekt                                                 | Economia                                                                                   | 1989         | týdeník       |                                             |                                                                                    |
| Revolver revue                                          | Společnost pro Revolver Revue                                                              | 1992         | čtvrtletník   |                                             |                                                                                    |
| Rock & All                                              | ROCK & all s.r.o.                                                                          | 2015         | měsíčník      |                                             |                                                                                    |
| Rock & Pop                                              | One & One Company, s. r. o.                                                                | 1990         | měsíčník      |                                             |                                                                                    |
| Roverský Kmen                                           | Tiskové a distribuční centrum Junáka                                                       | 2000         |               |                                             |                                                                                    |
| Rytmus života                                           | MAFRA                                                                                      | 1996         | týdeník       |                                             |                                                                                    |
| Salve: Revue pro teologii, duchovní život a kulturu     | Krystal OP, spol. s r. o.                                                                  | 1991         | čtvrtletník   |                                             |                                                                                    |
| Sborník archivních prací                                | Odbor archivní správy a spisové služby MV ČR                                               | 1951         | půlročník     |                                             |                                                                                    |
| Score                                                   | Omega Publishing Group, s. r. o.                                                           | 1997         | měsíčník      |                                             |                                                                                    |
| Sedmá generace                                          | Hnutí DUHA – Sedmá generace                                                                | 1991         | dvouměsíčník  |                                             |                                                                                    |
| Sedmička (týdeník)                                      | Empresa Media                                                                              | 2012         | týdeník       |                                             |                                                                                    |
| Silva Gabreta                                           | Správa Národního parku a CHKO Šumava                                                       | 2014         | jednou ročně  |                                             |                                                                                    |
| Skaut                                                   | Tiskové a distribuční centrum Junáka                                                       | 1990         |               |                                             |                                                                                    |
| Slezský sborník                                         | Slezské zemské muzeum                                                                      | 1878         | půlročník     |                                             |                                                                                    |
| Slovanský přehled                                       | Historický ústav AV ČR                                                                     | 1898         | nepravidelně  |                                             |                                                                                    |
| Slovo a slovesnost                                      | Ústav pro jazyk český AV ČR                                                                | 1935         | čtvrtletník   |                                             |                                                                                    |
| Sluníčko                                                | CN Invest a.s.                                                                             | 1968         | měsíčník      |                                             |                                                                                    |
| Sociální studia                                         | Masarykova univerzita                                                                      | 1996         | čtvrtletník   |                                             |                                                                                    |
| Sokol                                                   | Česká obec sokolská                                                                        | 1871         | čtvrtletník   |                                             | časopis nevycházel mezi lety 1915–1990                                             |
| Sokolovsko: časopis obyvatel a přátel Sokolovska        | MAS Sokolovsko                                                                             | 2010         | půlročník     |                                             |                                                                                    |
| Sorry                                                   | A 11 s.r.o.                                                                                | 1992         | měsíčník      |                                             |                                                                                    |
| Soudobé dějiny                                          | Ústav pro soudobé dějiny AV ČR                                                             | 1993         | čtvrtletník   |                                             |                                                                                    |
| Souvislosti                                             | Sdružení pro Souvislosti                                                                   | 1993         | čtvrtetník    |                                             |                                                                                    |
| Spark                                                   | SPARK Rock s.r.o.                                                                          | 1992         | měsíčník      |                                             |                                                                                    |
| Sport magazín                                           | Czech News Center                                                                          | 2008         | týdeník       |                                             | příloha deníku Sport                                                               |
| Staletá Praha                                           | Národní památkový ústav                                                                    | 1965         | půlročník     |                                             |                                                                                    |
| Statistika : Statistics and Economy Journal             | Český statistický úřad                                                                     | 1964         | čtvrtetník    |                                             |                                                                                    |
| Strážná věž                                             |                                                                                            |              |               |                                             |                                                                                    |
| Střední Morava                                          | Nakladatelství a vydavatelství Memoria Olomouc                                             | 1995         | půlročník     |                                             |                                                                                    |
| Studia Ethnologica Pragensia                            | Vydavatelství FFUK                                                                         | 2009         | půlročník     |                                             |                                                                                    |
| Studia Hercynia                                         | Vydavatelství FFUK                                                                         | 1997         | půlročník     |                                             |                                                                                    |
| Studia Mediaevalia Bohemica                             | Filozofický ústav AV ČR                                                                    | 2009         | půlročník     |                                             |                                                                                    |
| Studia theologica                                       | Univerzita Palackého v Olomouci                                                            | 1999         | čtvrtletník   |                                             |                                                                                    |
| Studie z aplikované lingvistiky                         | Vydavatelství FFUK                                                                         | 2009         | půlročník     |                                             |                                                                                    |
| Svět a divadlo                                          | spolek Svět a divadlo                                                                      | 1990         | dvouměsíčník  |                                             |                                                                                    |
| Světlo (katolický týdeník)                              | Matice cyrilometodějská                                                                    | 1993         | týdeník       |                                             |                                                                                    |
| Světlo (technický časopis)                              | FCC Public s.r.o.                                                                          | 1997         | dvouměsíčník  |                                             |                                                                                    |
| Sylvia                                                  | Česká společnost ornitologická                                                             | 1936         | jednou ročně  |                                             |                                                                                    |
| Tajemství české minulosti                               | Extra Publishing, s. r. o.                                                                 | 2010         | měsíčník      |                                             |                                                                                    |
| Taneční zóna                                            | Sdružení pro podporu revue současného tance                                                | 1997         | čtvrtletník   |                                             |                                                                                    |
| Tarsicius                                               | Občanské sdružení Tarsicius                                                                | 1997         | měsíčník      |                                             |                                                                                    |
| Te Deum                                                 | AMDG, s.r.o.                                                                               | 2006         | dvouměsíčník  |                                             |                                                                                    |
| Tempus Medicorum                                        | Česká lékařská komora                                                                      |              | měsíčník      |                                             |                                                                                    |
| Terezínské listy                                        | Památník Terezín                                                                           | 1970         | ročenka       |                                             |                                                                                    |
| Těšínsko                                                | Muzeum Těšínska                                                                            | 1957         | čtvrtletník   |                                             |                                                                                    |
| Texty                                                   | Knihkupectví Malina, Vsetín                                                                | 1999         | čtvrtletník   |                                             |                                                                                    |
| Tina                                                    | MAFRA                                                                                      | 1992         | týdeník       |                                             |                                                                                    |
| TO                                                      | LRC media s.r.o.                                                                           | 2023         | měsíčník      |                                             |                                                                                    |
| ToP (tlumočení-překlad)                                 | Jednota tlumočníků a překladatelů                                                          | 1990         | čtvrtletník   |                                             |                                                                                    |
| Travel Digest                                           | 1. Distribuční společnost, s.r.o.                                                          | 1996         | měsíčník      |                                             |                                                                                    |
| Trestní právo                                           | různí                                                                                      | 1996         | čtvrtletník   |                                             |                                                                                    |
| Turista                                                 | Lidé&Hory, s. r. o.                                                                        | 1889         | nepravidelně  |                                             |                                                                                    |
| Tvar                                                    | Klub přátel Tvaru                                                                          | 1988         | dvoutýdeník   |                                             |                                                                                    |
| Tvořivá dramatika                                       | Národní informační a poradenské středisko pro kulturu                                      | 1990         | třikrát ročně |                                             |                                                                                    |
| Týden                                                   | Empresa Media                                                                              | 1994         | týdeník       |                                             |                                                                                    |
| Týdeník Echo                                            | Echo Media a.s.                                                                            | 2014         | týdeník       |                                             |                                                                                    |
| Učitelské noviny                                        | Vydavatelství Gnosis, spol. s r.o.                                                         | 1883         | týdeník       |                                             |                                                                                    |
| Universum                                               | Česká křesťanská akademie                                                                  | 1989         | čtvrtletník   |                                             |                                                                                    |
| Válka Revue                                             | Extra Publishing, s. r. o.                                                                 | 2009         | měsíčník      |                                             |                                                                                    |
| Vesmír                                                  | Vesmír, spol. s r. o.                                                                      | 1871         | měsíčník      |                                             |                                                                                    |
| Vexilologie                                             | Česká vexilologická společnost                                                             | 1972         | čtvrtletník   |                                             |                                                                                    |
| Vlasta                                                  | Vltava Labe Media                                                                          | 1947         | týdeník       |                                             |                                                                                    |
| Vlastivědný věstník moravský                            | Muzejní a vlastivědná společnost v Brně, o.s.                                              | 1946         | čtvrtletník   |                                             |                                                                                    |
| Vnitřní lékařství                                       | Česká lékařská společnost Jana Evangelisty Purkyně                                         | 1955         | měsíčník      |                                             |                                                                                    |
| Záhorská kronika                                        | Středomoravská agentura rozvoje venkova                                                    | 1891         |               |                                             |                                                                                    |
| Zákupský zpravodaj                                      | Zákupy                                                                                     | 1974         | měsíčník      |                                             |                                                                                    |
| Zdislava                                                | Biskupství litoměřické                                                                     | 1995         | nepravidelně  |                                             |                                                                                    |
| Země světa                                              | GeoBohemia                                                                                 | 2002         | měsíčník      |                                             |                                                                                    |
| Zlatá stezka                                            | Prachatické muzeum                                                                         | 1994         | ročenka       |                                             |                                                                                    |
| Zora                                                    | Sjednocená organizace nevidomých a slabozrakých ČR                                         | 1917         | měsíčník      |                                             |                                                                                    |
| Zprávy památkové péče                                   | Národní památkový ústav                                                                    | 1991         | dvouměsíčník  |                                             |                                                                                    |
| ZVUK Zlínského Kraje                                    | Krajská knihovna Františka Bartoše                                                         | 1990         | půročník      | Archivováno 14. 7. 2020 na Wayback Machine. |                                                                                    |
| Zwrot                                                   | Polský kulturně-osvětový svaz v České republice                                            | 1949         | měsíčník      |                                             |                                                                                    |
| Železničář                                              | České dráhy                                                                                | 1994         | čtrnáctideník |                                             |                                                                                    |
| Živa – Časopis pro biologickou práci                    | Academia                                                                                   | 1853         | dvouměsíčník  |                                             | nevycházel mezi lety 1868–1891 a 1915–1953                                         |
| Živá historie                                           | Extra Publishing, s. r. o.                                                                 | 2008         | nepravidelně  |                                             |                                                                                    |
| Život víry                                              | Křesťanská misijní společnost                                                              | 1990         | měsíčník      |                                             |                                                                                    |